# Soliedra
Soliedra – gmina w Hiszpanii, w prowincji Soria, w Kastylii i León, o powierzchni 19,48 km². W 2011 roku gmina liczyła 34 mieszkańców.